# Zahra Nemati
Zahra Nemati (in persiano زهرا نعمتی‎; Kerman, 30 aprile 1985) è un'arciera iraniana.
Prima donna iraniana a vincere una medaglia d'oro nei Giochi olimpici o paralimpici, è anche un'attivista dei diritti delle donne e delle persone con disabilità sia a livello globale che locale.
Inizialmente gareggiava nel taekwondo prima di rimanere paralizzata in un incidente d'auto. Alle Paralimpiadi estive 2012 ha vinto due medaglie, un oro individuale e un bronzo a squadre. Nel 2016 si è qualificata per competere sia ai Giochi olimpici che alle Paralimpiadi. È stata la portabandiera delle Giochi olimpici di Rio 2016 e delle Paralimpiadi del 2020 di Tokyo, dove ha condiviso l'onore con il lanciatore Nourmohammad Arekhi.

## Vita privata
Nata a Kerman, in Iran, nel 2004 un incidente d'auto le ha procurato lesioni spinali e paralisi ad entrambe le gambe.

## Carriera sportiva
Prima dell'incidente Nemati era cintura nera di taekwondo. Ha iniziato a tirare con l'arco nel 2006 e in sei mesi è arrivata terza ai Campionati nazionali, gareggiando contro atleti normodotati.
È stata quindi selezionata per competere per l'Iran alle Paralimpiadi del 2012, tenutesi a Londra, dove ha vinto due medaglie, diventando la prima donna iraniana a vincere una medaglia d'oro ai Giochi Olimpici o Paralimpici.
Nella gara del ricurvo W1/W2 femminile si è classificata prima nel ranking round con un punteggio di 613, entrando direttamente agli ottavi di finale dove ha battuto l'italiana Mariangela Perna per 6-0. Nei quarti di finale ha sconfitto la turca Gizem Girismen con un punteggio di 6-0 vincendo successivamente la semifinale contro l'italiana Veronica Floreno di nuovo per 6-0. Nella finale ha affrontato l'italiana Elisabetta Mijno e si è assicurata la medaglia d'oro con una vittoria per 7-3. Ha dedicato la sua vittoria a "tutte le persone che hanno pregato per me per raggiungere questo successo". Nemati ha preso parte alla gara a squadre femminile insieme alle connazionali Razieh Shir Mohammadi e Zahra Javanmard. Il team si è piazzato al secondo posto nel ranking round con 1646 punti e ha sconfitto la Repubblica Ceca nei quarti di finale. In semifinale le iraniane hanno perso contro la Corea del Sud con un punteggio di 192-186, ma hanno poi sconfitto l'Italia per 188-184 nella partita per la medaglia di bronzo. Nemati si è così aggiudicata la sua seconda medaglia nei Giochi.
Ai Campionati mondiali di Para-Archery del 2013, tenuti a Bangkok, ha vinto la medaglia d'oro nell'individuale femminile W2 e la medaglia di bronzo nel ricurvo a squadre femminile.
Nel 2015 Nemati è entrata nella storia assicurandosi la qualificazione sia per i Giochi olimpici che per le Paralimpiadi del 2016 di Rio de Janeiro. Ha ottenuto la qualificazione olimpica piazzandosi seconda nel ricurvo femminile ai Campionati asiatici di tiro con l'arco 2015 a Bangkok e successivamente quella paralimpica vincendo l'oro ai Campionati asiatici para-archery 2015. L'ultima arciera a gareggiare in entrambi i Giochi nello stesso anno era stata l'italiana Paola Fantato ad Atlanta 1996.

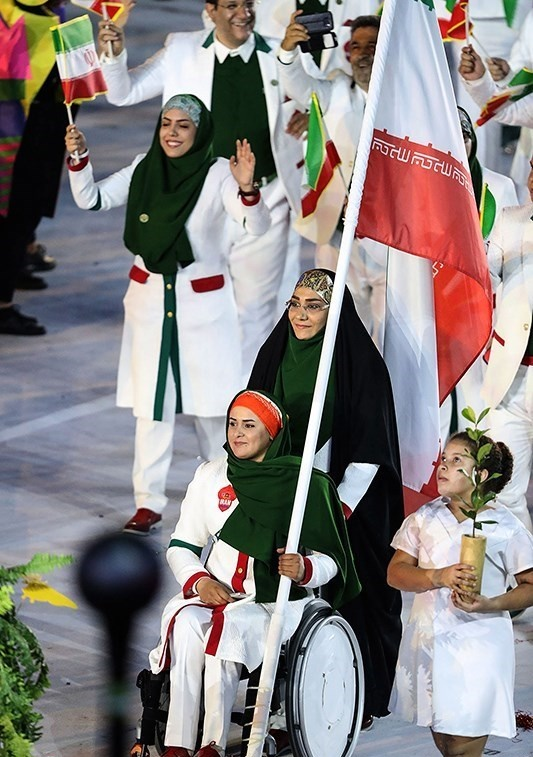
Zahra Nemati porta la bandiera iraniana durante cerimonia di apertura dei Giochi olimpici 2016

Nel gennaio 2016 è stata selezionata per essere la portabandiera della squadra iraniana durante la sfilata delle nazioni partecipanti alla cerimonia di apertura dei Giochi olimpici 2016. Nella gara olimpica individuale femminile Zahra Nemati si è piazzata al 49º posto nel ranking round con un punteggio di 609 ed è stata sconfitta nelle eliminatorie dalla russa Inna Stepanova, concludendo la gara al 33º posto. Ai Giochi Paralimpici 2016 ha vinto l’oro nella gara individuale, battendo in successione la sudcoreana Jang Moon Jo, l'italiana Elisabetta Mijno, la sudcoreana Hwa Sook Lee e, in finale, la cinese Wu Chunyan. Nella gara a squadre miste ha conquistato l'argento in coppia con Ebrahim Ranjbarkivaj.
Alle Paralimpiadi di Tokyo 2020 Nemati ha vinto l'oro nella gara individuale battendo allo shoot-off di una finale molto combattuta l'italiana Vincenza Petrilli
Nel 2021 Zahra Nemati è stata eletta tra i sei nuovi membri del consiglio degli atleti del Comitato Paralimpico Internazionale, che resta in carica per un triennio fino ai Giochi di Parigi 2024. Nell'occasione ha dichiarato: "Gli atleti con disabilità sono individui capaci che ridono di fronte alle sfide del mondo. Voglio essere la voce rumorosa di questi individui forti nell'IPC e in tutto il mondo."

## Impegno sociale
Nel 2017 Zahra Nemati ha partecipato alla Convenzione delle Nazioni Unite sui diritti delle persone con disabilità.
Nel 2021 il Comitato Paralimpico Internazionale (IPC) le ha assegnato il premio International Women's Recognition - Next Generation per il suo lavoro di sensibilizzazione sull'inclusione per le donne e le persone con disabilità.

## Palmarès
- Giochi paralimpici:

Londra 2012: oro nell'individuale e bronzo nella gara a squadre femminile
Rio 2016: oro nell'individuale e argento nella gara a squadre miste
Tokyo 2020: oro nell'individuale e argento nella gara a squadre miste
- Campionati mondiali Para-Archery

Torino 2011: oro nella gara a squadre femminile open, oro nella gara a squadre miste W2, argento nell'individuale W2 e bronzo nella gara a squadre femminile W2
Bangkok 2013: oro nell'individuale W2, bronzo nella gara a squadre femminile open e bronzo nella gara a squadre miste W2
Pechino 2017: oro nell'individuale open e bronzo nella gara a squadre miste open
- Giochi para-asiatici

Jakarta 2018: oro nella squadra femminile open, argento nell'individuale
Incheon 2014: oro nell'individuale
Guangzhou 2010: bronzo nell'individuale